# 扇友太
扇 友太（おうぎ ゆうた）は、日本の小説家、ライトノベル作家。埼玉県出身。
2013年、『人間と魔物がいる世界』で、第9回MF文庫Jライトノベル新人賞最優秀賞（メディアファクトリー主催）を受賞しデビューする。

## 作品リスト
- 『MONSTER DAYS』（2013年、MF文庫J、イラスト:天野英）

1. 2013年11月25日発売 ISBN 978-4-04-066083-7

- 『人魔調停局捜査Fileシリーズ』（2016年 - 、ノベルゼロ、イラスト:天野英）

1. 『竜と正義』2016年2月発売 ISBN 978-4-04-256005-0
2. 『個人と国家』2016年5月発売 ISBN 978-4-04-256019-7

- 『ブラックガンズ・マフィアガール』（2023年、MF文庫J、イラスト:tatsuki）

1. 2023年8月25日発売 ISBN 978-4-04-682768-5